# American Tobacco Company

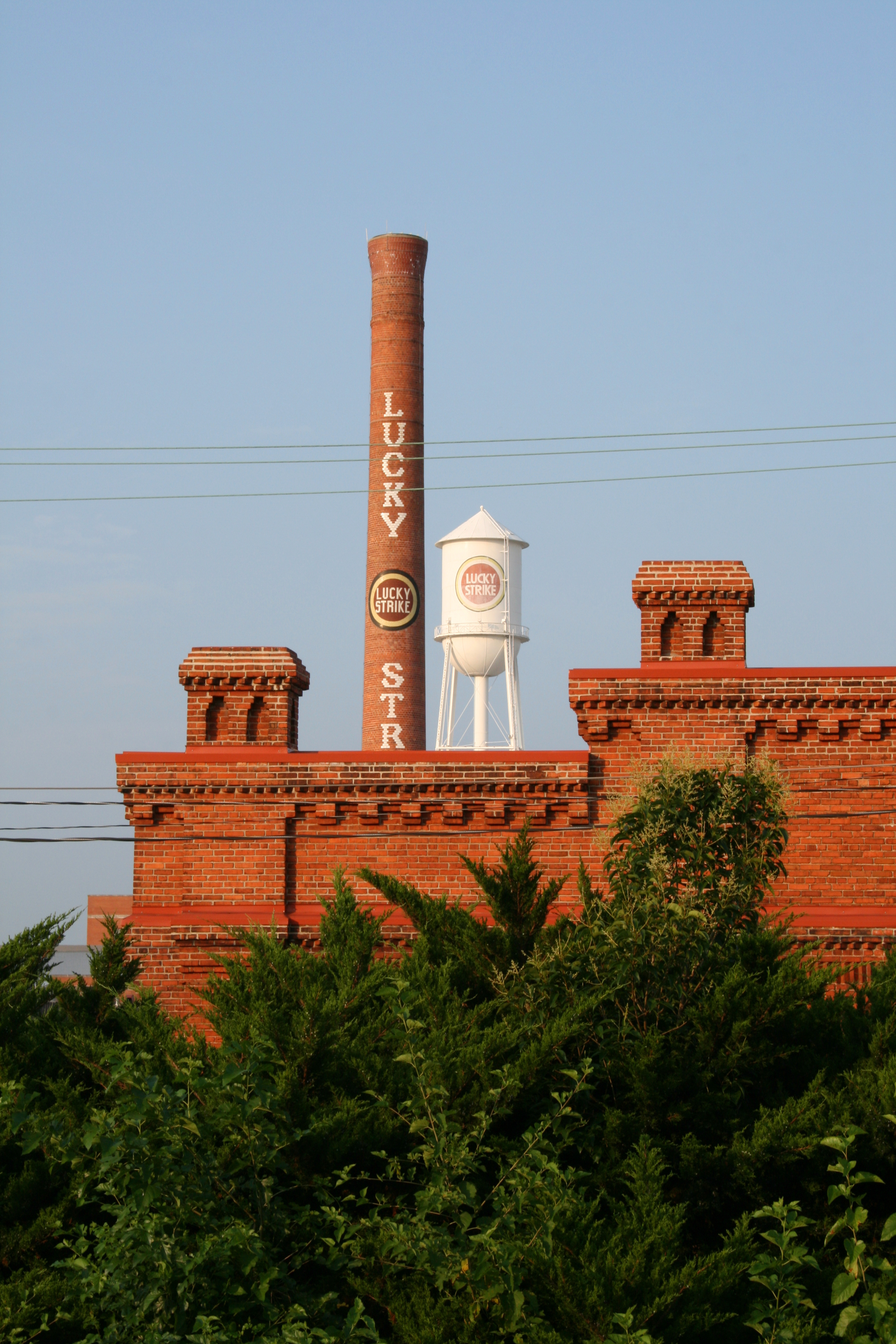
Un vecchio sito di produzione delle Lucky Strike in quello che è oggi il distretto storico della American Tobacco a Durham, nella Carolina del Nord.

La American Tobacco Company è stata una compagnia statunitense attiva nell'industria del tabacco, fondata nel 1890 da James Buchanan Duke attraverso la fusione di diversi produttori statunitensi di derivati del tabacco tra cui la Allen & Ginter e la Goodwin & Company. Nel 1896 l'azienda fu uno dei 12 membri originari dell'indice borsistico Dow Jones Industrial Average. Grazie a continue acquisizioni, come quella della Lucky Strike Company e di più di 200 altre aziende, la American Tobacco raggiunse ben presto una posizione fortemente dominante del mercato, ciò fece sì che nel 1911, secondo le appena approvate norme antitrust, la compagnia fosse smembrata in più aziende.
Nel 1969 la American Tobacco Company subì una profonda ristrutturazione che portò alla creazione di una holding chiamata American Brands, Inc., di cui la American Tobacco divenne una controllata. Tra gli anni settanta e ottanta, grazie a tutta una serie di acquisizioni di aziende non correlate all'industria del tabacco, la American Brands diversificò il proprio portafoglio prodotti e infine, nel 1994, vendette la propria divisione tabacco alla Brown & Williamson cambiando poi il proprio nome in Fortune Brands.

## Storia

### Origini
James Buchanan Duke, proprietario della "W. Duke & Sons", una fabbrica di tabacco da pipa fondata nel 1865 da suo padre, Washington Duke, decise nel 1879 di dedicarsi al mercato delle sigarette al fine di evitare di mettersi in competizione diretta con la W. T. Blackwell and Company Tobacco Factory, azienda avente anch'essa sede a Durham, nella Carolina del Nord, proprietaria del famoso marchio di tabacco da fumo triturato Bull Durham.
Nel 1881, a due anni dall'entrata della W. Duke Sons & Company nel mercato delle sigarette, James Albert Bonsack inventò una macchina per la produzione automatica di sigarette. La macchina era in grado di produrre 200 sigarette al minuto, ossia l'equivalente della produzione di un'ora di un operatore esperto, con un abbattimento dei costi per ogni di unità del 50%. Le sigarette prodotte dalla macchina di Bonsack erano inoltre della stessa forma e della stessa lunghezza; tale perfezione industriale era però mal vista da aziende leader del settore come la Allen & Ginter, la quale peraltro era stata la prima azienda ad ordinare una macchina alla Bonsack Machine Company salvo poi annullare l'ordine, convinte del fatto che i clienti non avrebbero visto di buon occhio un prodotto di fattura non artigianale come da tradizione.

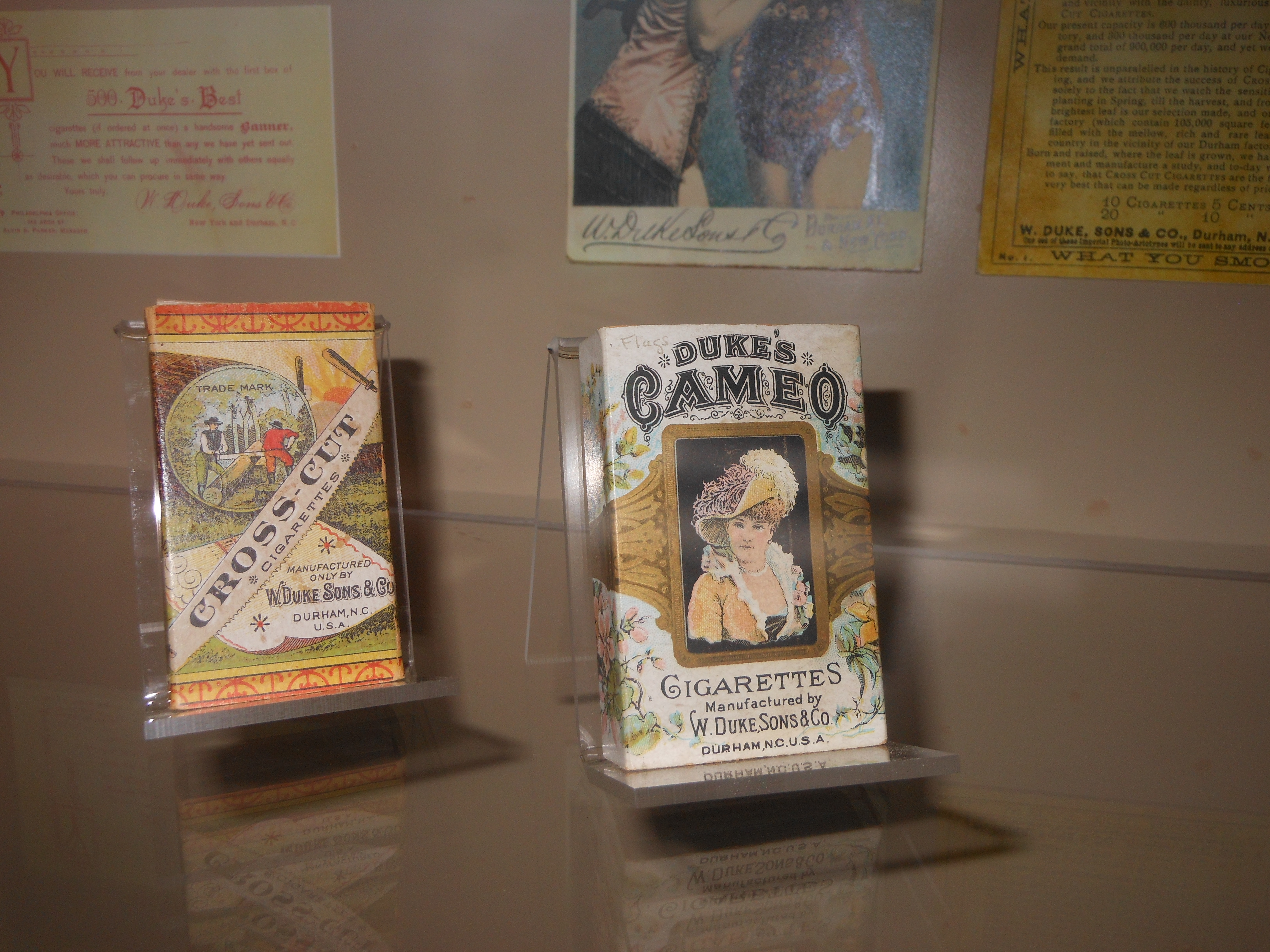
Alcuni vecchi pacchetti di sigarette della W. Duke & Sons Co. di Durham, Carolina del Nord.

Nel 1884, mentre i suoi concorrenti, restii ad abbandonare la tradizione, stavano ancora esitando, Duke installò due macchine prese in affitto dalla Bonsack Machine Company nel suo stabilimento di Durham. Dato che ciò permise allo stesso Bonsack di migliorare i propri prodotti, nacque presto una collaborazione grazie alla quale Duke ottenne forti sconti sia sulle royalty dal pagare alla Bonsack (che passarono da 0,30 dollari ogni mille sigarette vendute a 0,20), sia sulle nuove macchine. Al fine di evitare il più possibile rotture degli impianti Duke assunse anche un meccanico proveniente direttamente dalla Bonsack, riuscendo così a diminuire le fermate di produzione rispetto ai suoi concorrenti che solo in un secondo tempo si erano infine volti all'automazione. Tutto ciò diede la possibilità da Duke di abbassare i suoi prezzi molto di più di quanto gli altri potessero permettersi.
Agendo in maniera contraria ai propri concorrenti, Duke si fece vanto della natura industriale del proprio prodotto (su ogni pacchetto prodotto era scritto che era stato realizzato con le più moderne tecnologie), asserendo che le macchine, più efficienti e precise, davano un risultato certamente migliore rispetto a quello di un lavoro manuale.
Quando, nel corso degli anni ottanta, proprio mentre stava implementando sempre di più l'automazione nel processo di produzione, Duke vide un rallentamento nella crescita del consumo delle sigarette, egli decise che la migliore soluzione sarebbe stata la fusione di varie aziende e la creazione di "una delle prime grandi holding della storia americana". Per fare ciò, nel 1889 Duke investì 800 000 dollari (più o meno 25 milioni di dollari attuali) in pubblicità abbassando allo stesso tempo i prezzi dei propri prodotti ed accettando di avere profitti netti inferiori ai 400 000 dollari, ciò costrinse i suoi principali concorrenti ad abbassare a loro volta i prezzi ma soprattutto ad unirsi, nel 1890, al consorzio da lui fondato sotto il nome di American Tobacco Company. Le cinque compagnie fondatrici della American Tobacco furono dunque la W. Duke & Sons, la Allen & Ginter, la W.S. Kimball & Company, la Kinney Tobacco e la Goodwin & Company — ossia le produttrici del 90% delle sigarette fabbricate negli Stati Uniti d'America nel 1890. Nei due decenni seguenti alla sua fondazione, la American Tobacco Company assorbì circa 250 aziende, arrivando a produrre l'80% di tutte le sigarette, il tabacco da pipa, il tabacco da masticare e il tabacco da fiuto prodotti negli USA. Grazie all'innovazione di Duke, la American Tobacco, che era quotata al NYSE sin dall'anno della sua fondazione, vide crescere in questi anni il suo capitale azionario da 25 a 316 milioni di dollari.

### Il "Tobacco Trust"

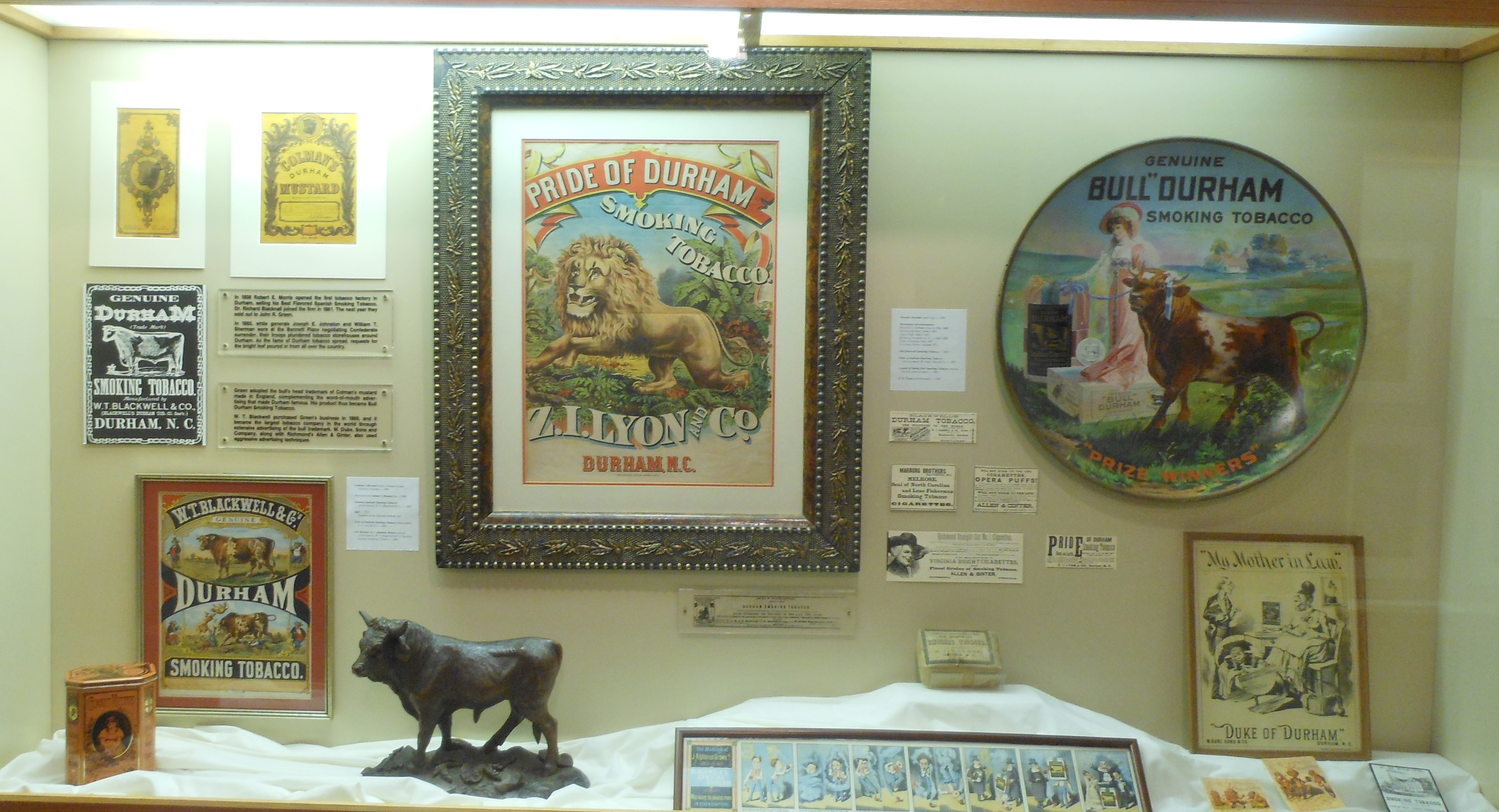
Pubblicità storiche di prodotti del tabacco realizzati a Durham.

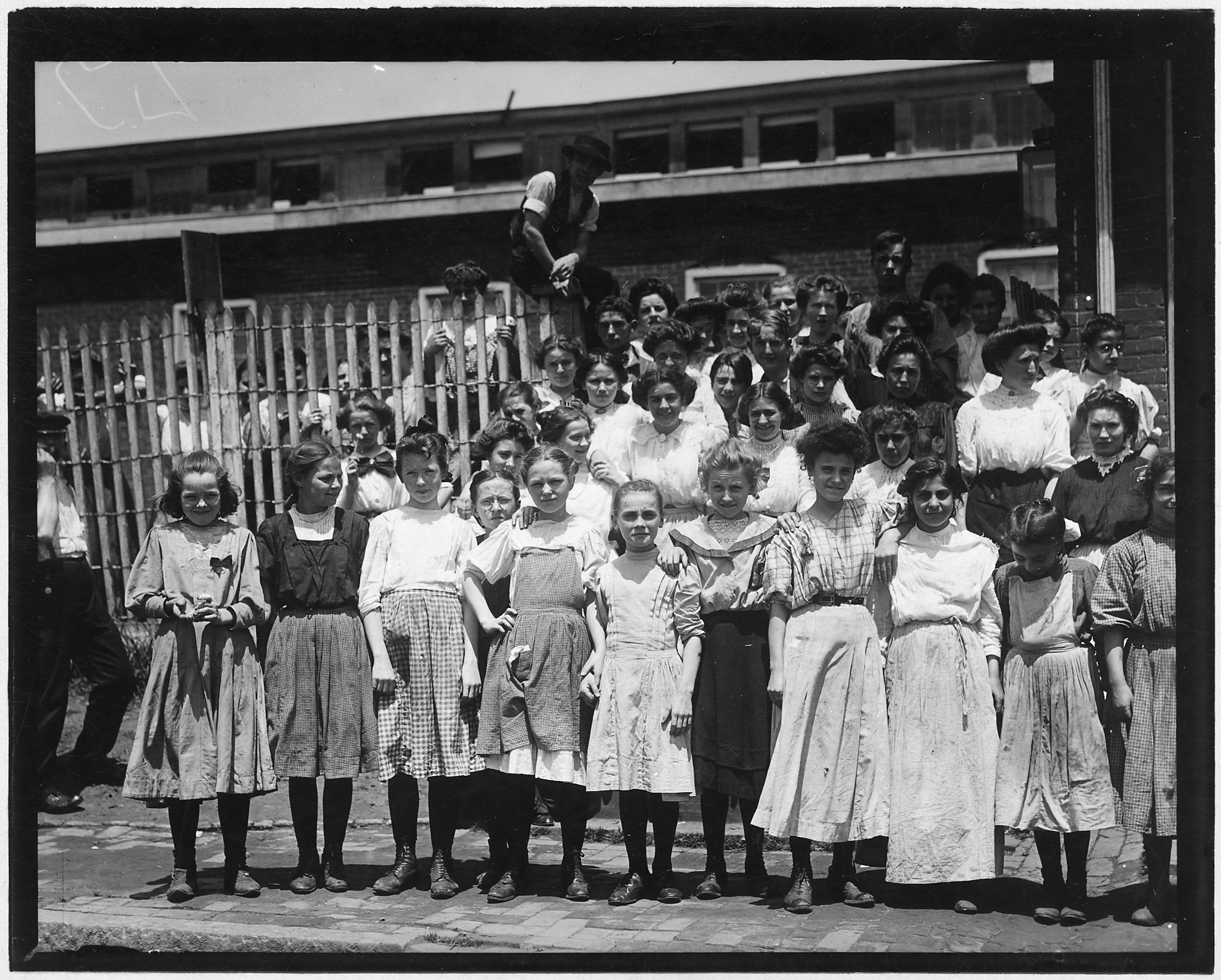
Giovanissime lavoratrici della fabbrica della American Tobacco Company a Wilmington, nel Delaware, in una fotografia di Lewis Hine del 1910.

Sin dalla sua fondazione, la American Tobacco Company divenne nota come "Tobacco Trust", ossia il "Cartello del Tabacco". Di fatto Duke controllava il mercato delle sigarette e il cartello da lui comandato attirò presto l'attenzione dei legislatori statunitensi, storicamente avversi ai monopoli.
La American Tobacco Company si occupava solamente della produzione e della vendita delle sigarette, lasciando il settore della coltivazione del tabacco e della vendita al dettaglio del prodotto a imprenditori indipendenti. Ciò nonostante, Duke puntò ad eliminare tutte le inefficienze e gli intermediari attraverso l'integrazione verticale.
La compagnia continuò ad estendere i propri affari espandendo sia il proprio mercato (esportando i propri prodotti anche nel Regno Unito, in Cina e in Giappone) che la gamma dei propri prodotti, Duke voleva infatti essere sicuro di essere preparato ad ogni cambiamento della moda. Tale espansione internazionale, unitamente al consolidamento della propria posizione nel mercato di praticamente ogni prodotto del tabacco, rese però il "Cartello definitivamente vulnerabile di fronte alle leggi antitrust e alla dissoluzione per via giuridica".
Lo Sherman Antitrust Act era stato approvato nel 1890 e nel 1907 la American Tobacco Company fu incriminata per averlo violato. Nel 1908, quando il dipartimento di giustizia intraprese il processo contro la compagnia, sul banco degli imputati furono messe ben 65 aziende e 29 persone. Infine, nel 1911 la Corte Suprema ordinò la dissoluzione della compagnia lo stesso giorno in cui ordinò anche quella della Standard Oil di John Davison Rockefeller.

### Dissoluzione
Il processo di smembramento della compagnia fu complicato sin da subito. La American Tobacco Company era infatti divenuta così enorme che occorsero otto mesi per l'elaborazione di un piano di dissoluzione che garantisse la competizione tra le aziende che sarebbero state create. Quello che era necessario era infatti che il cartello si dissolvesse in modo tale che nessun produttore risultante dallo smembramento avesse il monopolio di un qualche settore dell'industria del tabacco. Altre questioni spinose furono poi la distribuzione dei vari marchi ed etichette tra le nuove compagnie e come comportarsi con gli azionisti e gli obbligazionisti, in possesso di milioni di dollari di valori finanziari.
Alla fine, le attività e i beni della American Tobacco Company furono divise tra la stessa American Tobacco Company e le preesistenti R. J. Reynolds, Liggett & Myers e Lorillard. Queste ultime tre aziende, che erano negli anni finite sotto il controllo di Duke, si videro quindi assegnare, oltre al controllo dei propri precedenti impianti e di altri che vi furono aggiunti, anche quello di molte altre aziende. Alla Liggett & Myers, ad esempio, fu dato anche il controllo della Spaulding & Merrick di Chicago, della Nall & Williams, di Louisville, della Pinkerton Company di Toledo, della Allen & Ginter di Richmond e molte altre, mentre alla Lorillard fu dato quello della Luhrman & Wilburn e della Federal Cigar Company. Di fatto, il monopolio divenne un oligopolio.

## Storia recente
Contemporaneamente allo smembramento della società, nel 1911 furono vendute anche tutte le quote da essa possedute della British American Tobacco (BAT), una joint venture fondata dalla American Tobacco Company e alla Imperial Tobacco Company nel 1902 perché si occupasse delle attività delle due compagnie esterne ai rispettivi territori nazionali. 83 anni dopo, nel 1994, la BAT acquisì, inglobandola, la società che le era stata genitore, annettendo a sé la American Tobacco Company (sebbene, ovviamente, riorganizzata dopo il procedimento antitrust).
La società era nel frattempo divenuta una controllata della American Brands, Inc., una holding nata proprio a partire dalla American Tobacco Company nel 1969. Tra gli anni settanta e ottanta, la American Brands effettuò importanti acquisizioni in industrie del tutto estranee al tabacco diversificando così il proprio portafoglio prodotti e arrivando infine, nel 1994, a vendere la propria divisione tabacco alla Brown & Williamson cambiando poi il proprio nome in Fortune Brands.
Ciò portò gli storici marchi Lucky Strike e Pall Mall all'interno del portfolio marchi della BAT, o meglio della sua controllata americana, la Brown & Williamson, la quale nel 2004 si fuse poi con la R. J. Reynolds Tobacco Company dando origine alla Reynolds American.
L'acquisizione da parte della BAT non fu indolore. Nel 1995, ad esempio, la Brown & Williamson decise la chiusura dell'impianto di Reidsville con la previsione di licenziare oltre mille persone. Tale disastro per la comunità cittadina fu solo in minima parte arginato dall'acquisto dell'impianto da parte della Commonwealth Brands, una controllata della Imperial Tobacco, nell'ottobre 1996, con il salvataggio di circa 100 posti di lavoro.

### Riqualificazione
Alla fine degli anni ottanta la American Tobacco aveva lasciato la sua storica sede di Durham. Nel 2004 American Tobacco Campus (ATC) di Durham, ormai abbandonato, fu trasformato in un complesso di uffici, negozi e ristoranti. Sviluppato dalla Capitol Broadcasting e riaperto come distretto storico della American Tobacco, il campus conta oggi diversi grandi edifici, parcheggi e fontane e molti uffici qui presenti sono utilizzati proprio dalla Duke University.
Lo storico impianto di produzione della American Tobacco a Durham è entrato a far parte nel 2000 del National Register of Historic Places, la lista ufficiale del governo statunitense relativa a distretti, siti, edifici e strutture che vengono considerati da preservare.
L'American Tobacco Trail, è un percorso per podisti e ciclisti creato nell'ambito di un progetto di recupero dell'area. Il percorso inizia poco a sud del sopraccitato complesso di Durham e si snoda per circa 35 km in direzione delle contee di Chatam e Wake seguendo il percorso della ferrovia che una volta serviva gli impianti della American Tobacco e che fu abbandonata una volta che gli stabilimenti furono dismessi.